# Elitegroup Computer Systems
Elitegroup Computer Systems Co., Ltd., nota anche con l'acronimo ECS (in cinese: 精英電腦股份有限公司; pinyin: jīngyīng diànnǎo gǔfèn yǒuxiàn gōngsī), è un'azienda taiwanese produttrice di schede madri per computer.

## Storia e generalità
Fondata a Taipei nel 1987, dove ha sede, produce a Shenzhen, in Cina, e conta filiali in Europa, Pacific Rim e Stati Uniti. Produce come OEM, e fornisce aziende del settore informatico come IBM, Lenovo e HP/Compaq.